# 록맨 제로
《록맨 제로》(ロックマンゼロ 록쿠만제로[*])는 2002년 게임보이 어드밴스로 발매된 횡스크롤 액션 게임을 포함한 시리즈이다.
록맨 X 시대의 수백년 후를 다루고 있으며 록맨X에서 주연급 조연으로 역할했던 제로가 주인공이 되어 '네오 아르카디아(인간의 유토피아같은 곳으로, 죄 없는 레프리로이드마저 이레귤러로 취급하고 있다.)'에게 반란하는 레지스탕스를 이끄는 역할을 한다.

## 시리즈
1. 록맨 제로 (2002년 4월 26일, 게임보이 어드밴스)
2. 록맨 제로 2 (2003년 5월 2일, 게임보이 어드밴스)
3. 록맨 제로 3 (2004년 4월 23, 게임보이 어드밴스)
4. 록맨 제로 4 (2005년 4월 21일, 게임보이 어드밴스)

## 록맨 제로의 보스
아래는 록맨제로 시리즈에서 등장하는 보스 목록이다.

### 록맨 제로 2
휴레그 우로보클 이명은 '유림의 인사(幽林の忍蛇)'
참영군단(斬影軍団)의 일원이자 사천왕 팬텀의 부하인 뱀 형태의 레플리로이드.
폴라 캄베이스 이명은 '빙인의 웅장(氷刃の熊将)'
명해군단(冥海軍団)의 일원이자 사천왕 레비아탄의 부하인 북극곰 형태의 레플리로이드.

### 록맨 제로 3
블레이징 플리자드
목도리도마뱀 형태의 레플리로이드.
칠드레 이나래빗타
토끼 형태의 레플리로이드.
데스탄츠 맨티스크
사마귀 형태의 레플리로이드.
볼틸 비블리오
전기뱀장어 형태의 레플리로이드.